# Ruine Frundeck
Die Ruine Frundeck ist die Ruine einer Höhenburg unbekannter ständischer Zuordnung südwestlich von Börstingen in der Gemeinde Horb am Neckar im Landkreis Freudenstadt in Baden-Württemberg.

## Geographische Lage
Etwa drei Kilometer südwestlich von Börstingen und etwa 650 Meter östlich der Autobahn A 81 liegt der Frundeckhof. Von dort aus dem breiten Wanderweg im Wald in Richtung Osten 500 Meter folgen. Wenn der Weg nach Südwesten abbiegt, liegt die Ruine Frundeck oberhalb am Berg.
Das ehemalige Schloss wurde nach der Schlacht bei Sempach einem Adelsgeschlecht aus der Schweiz im Jahre 1386 belehnt.
Die Ruine Frundeck besteht aus einer hohen Restmauer, einem Kellergewölbe, das irgendwie modern aussieht und davor befindet sich im Boden ein Bogenstein mit Buchstaben, einem kaputten Wappen und der Zahl 1885. Die Jahreszahl ist deutlich erkennbar, siehe Foto. Bezogen auf die Geschichte der Burg ergibt sie aber keinen Sinn.

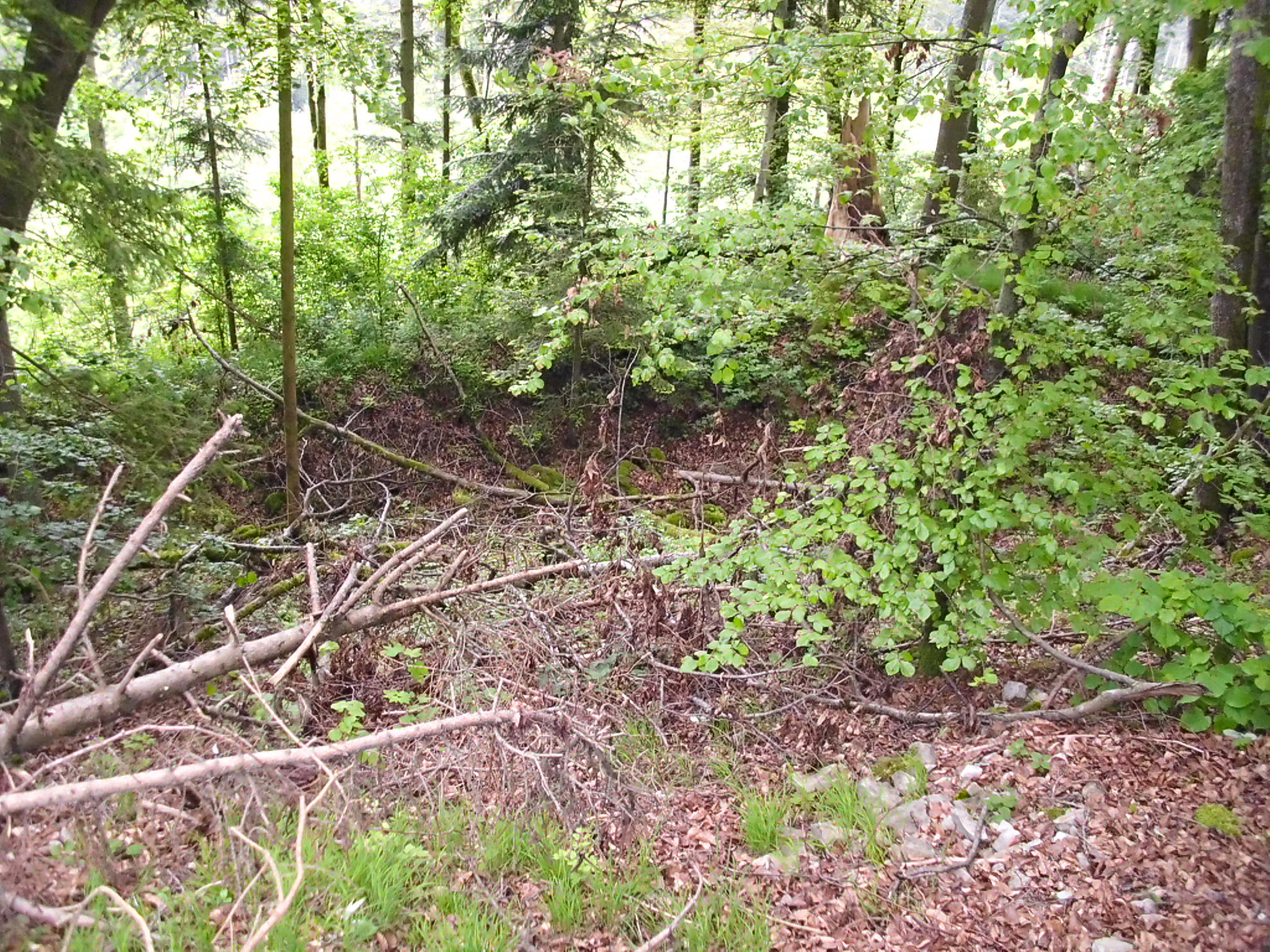
Burggraben der Burgruine Frundeck
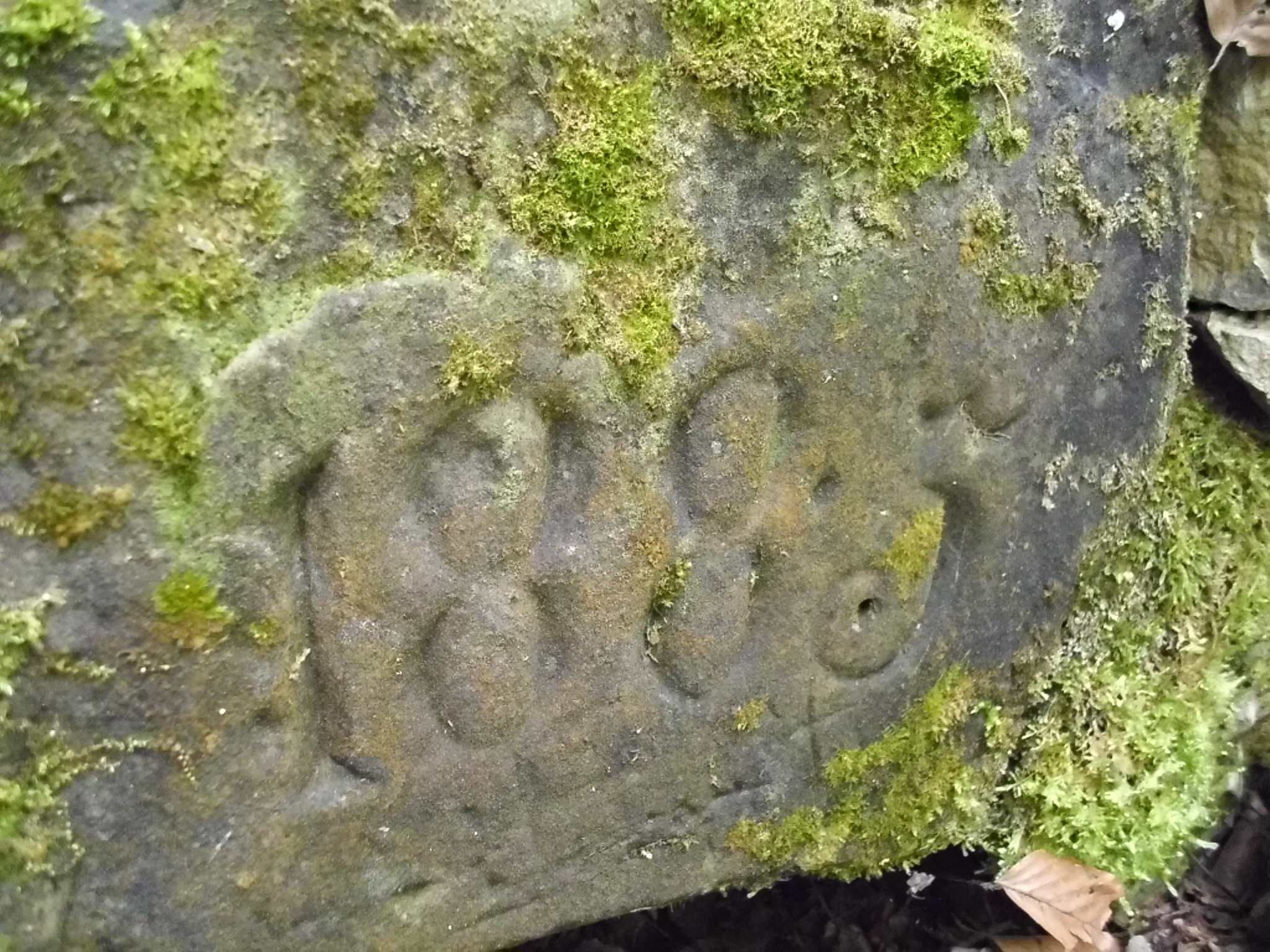
Bogenstein, weitgehend vergraben, Jahreszahl 1885
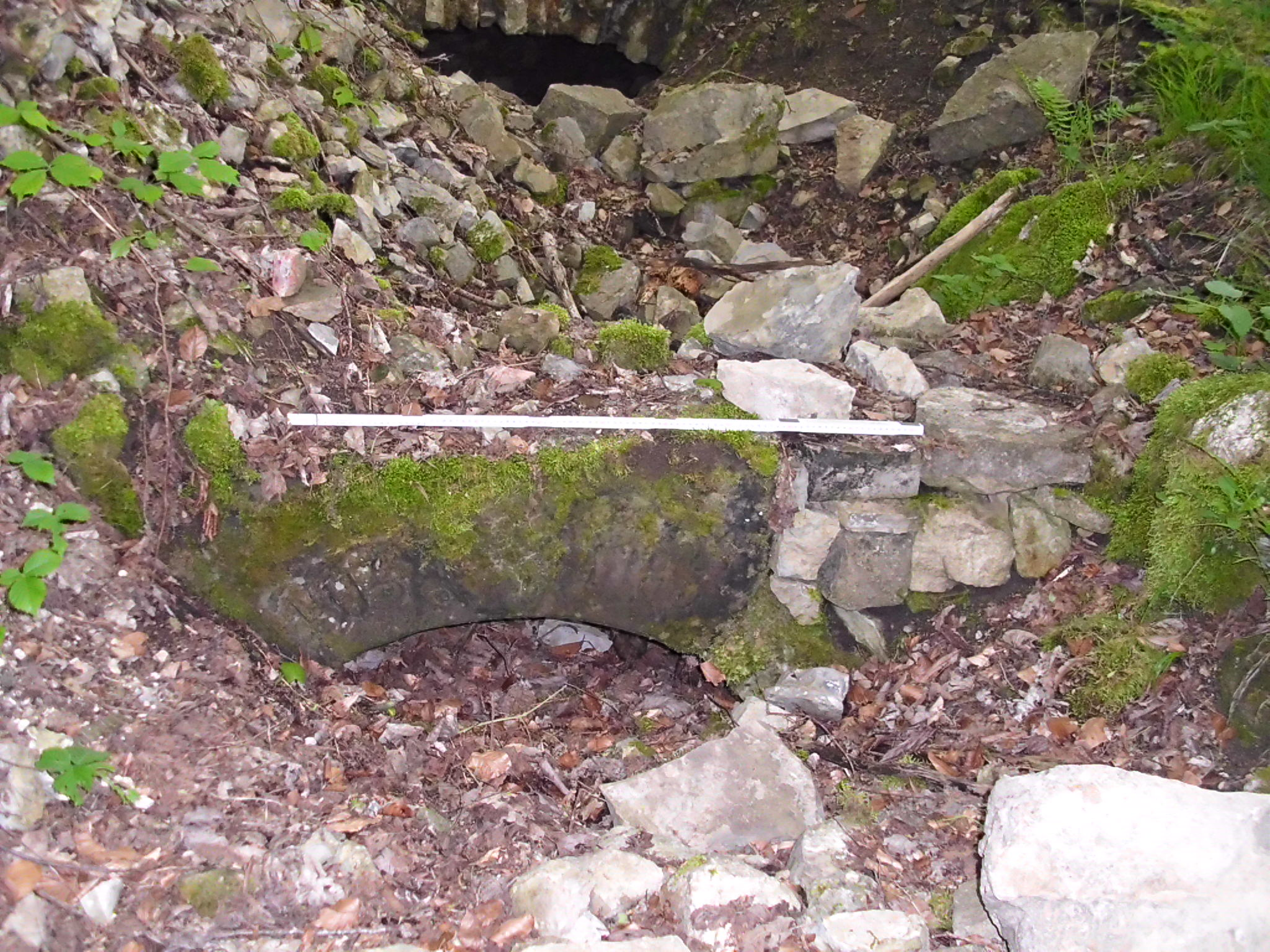
Rundbogen vor dem Gewölbekeller
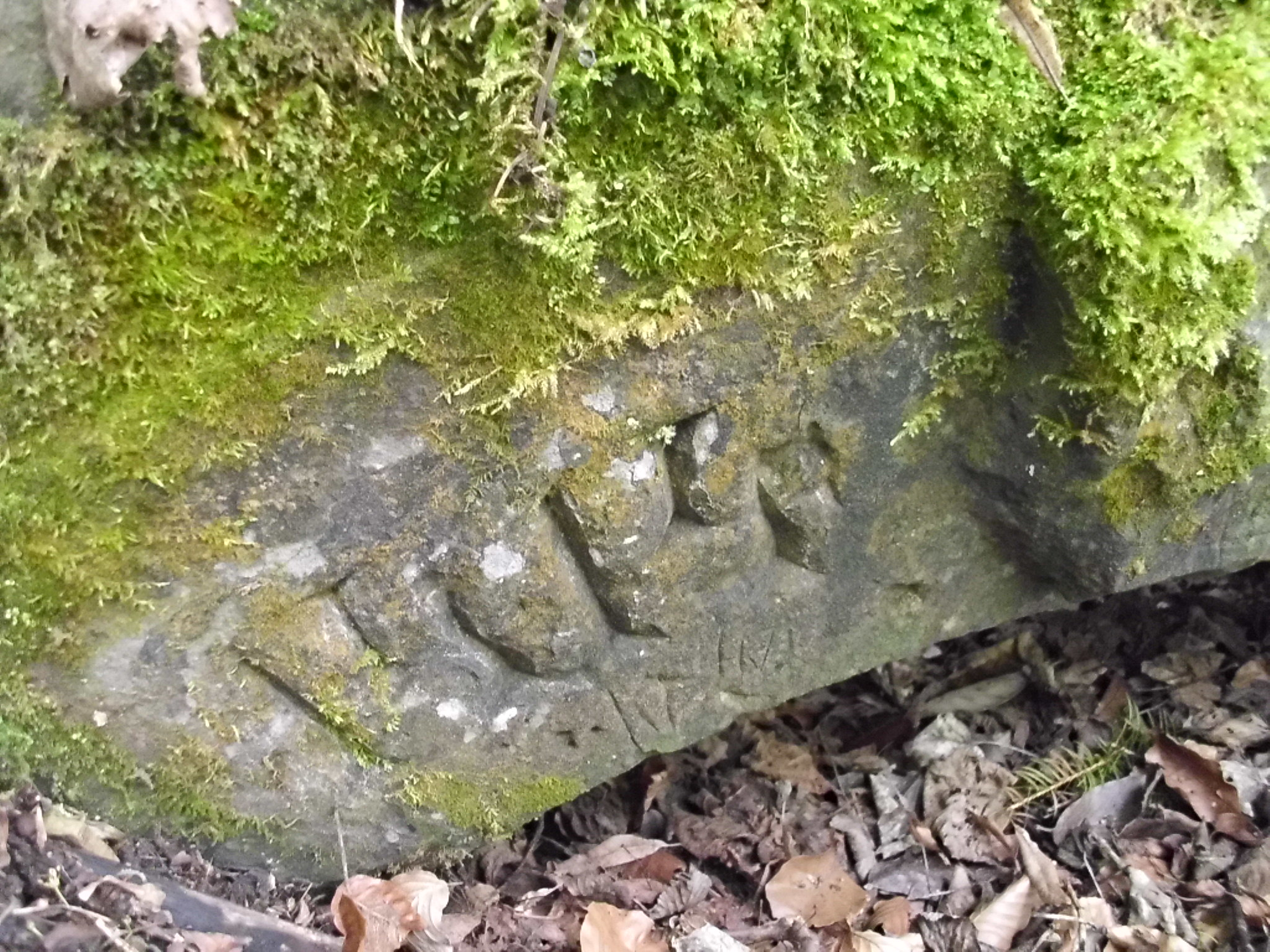
Linker Teil des weitgehend vergrabenen Rundbogens
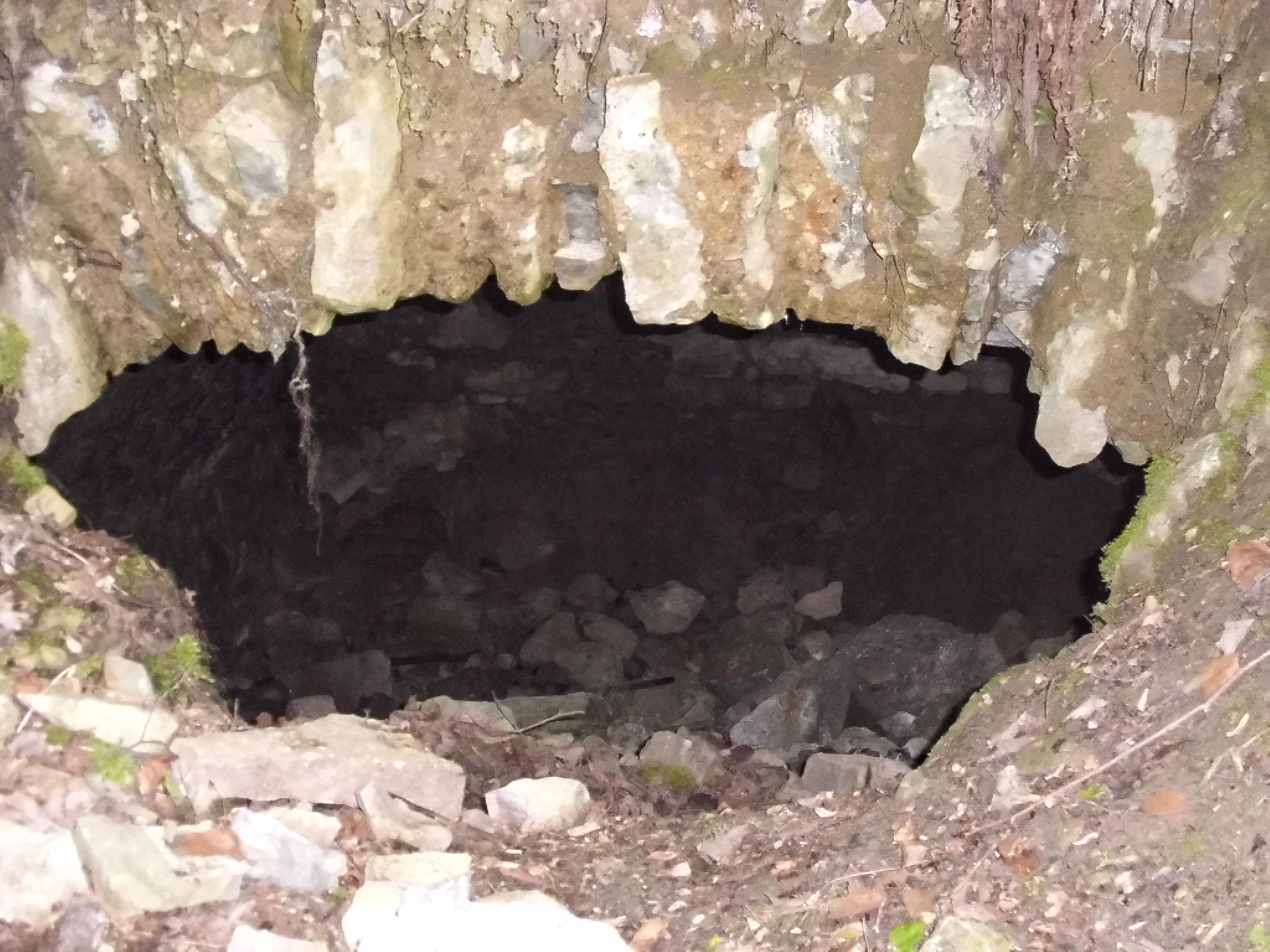
Gewölbekeller